# 建内保興
建内 保興（たけうち やすおき、1915年（大正4年）12月20日 - 2011年（平成23年）1月7日）は、日本の石油実業家。日本石油社長及び会長を16年、石油連盟会長を11年務めた。

## 経歴
- 1933年 - 甲陽中学校（現在の甲陽学院、12回卒）卒業。
- 1941年 - 第六高等学校 (旧制)を経て京都大学法学部卒業。
- 同年4月 - 日本石油入社。
- 1980年 - 日本石油社長就任。
- 1984年 - 日本石油連盟会長就任。
- 1988年 - 勲一等瑞宝大綬章授与される[2][3]。
- 2010年7月 - JX日鉱日石エネルギー名誉顧問就任。
- 2011年 - 急性心不全のため死去[1][3]。

## 人物
オイルショック後の時期に、日本石油社長及び会長を16年、石油連盟会長を11年務め、中東産油国との連携、石油業界の是正、石油エネルギーの安定供給に貢献した。この功績が認められ、1988年に瑞宝大綬章を授与された。日本石油「中興の祖」、「天皇」などと評される。
戦前の甲陽中学で野球が盛んだったこともあり、野球愛好家であった。1956年から1973年まで日本石油野球部長を務めた。その間、都市対抗野球大会では、初優勝を含めて5回の優勝を果たした。